# 拉克鲁瓦欧米讷
拉克鲁瓦欧米讷（法語：La Croix-aux-Mines，法語發音：[la kʁwa o min] ⓘ）是法国洛林大区孚日省的一个市镇，属于孚日圣迪耶区。

## 地理
拉克鲁瓦欧米讷（48°13'12"N, 7°2'58"E）面积16.8 平方千米，位于法国大東部大區孚日省，该省份为法国东北部内陆省份，北起默兹省和默尔特-摩泽尔省，西接上马恩省，南至上索恩省和贝尔福地区省，东临上莱茵省和下莱茵省。
与拉克鲁瓦欧米讷接壤的市镇（或旧市镇、城区）包括：芒德赖、勒博诺姆、圣玛丽欧米讷、邦德拉沃利讷、宽什、昂特尔德索、弗赖兹。

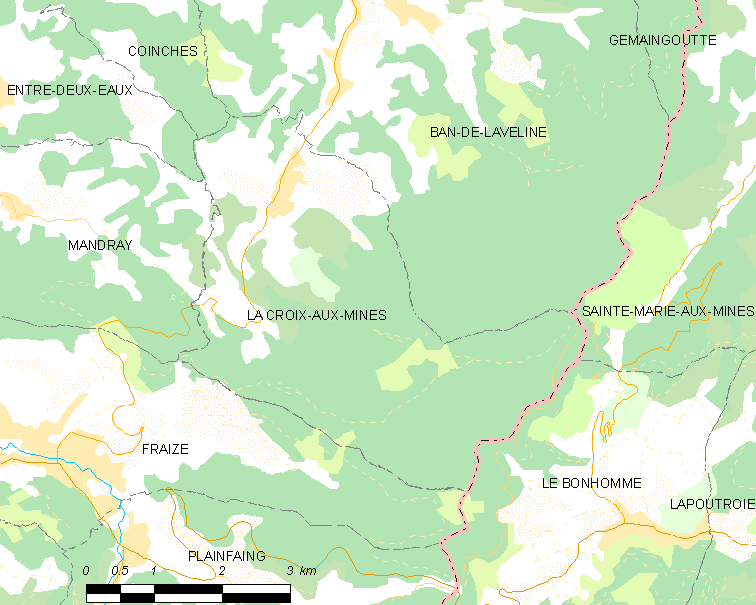
拉克鲁瓦欧米讷的OSM定位图

拉克鲁瓦欧米讷的时区为UTC+01:00、UTC+02:00（夏令时）。

## 行政
拉克鲁瓦欧米讷的邮政编码为88520，INSEE市镇编码为88120。

## 政治
拉克鲁瓦欧米讷所属的省级选区为孚日圣迪耶第二县。

## 人口

1962-2008年间拉克鲁瓦欧米讷人口变化图示

拉克鲁瓦欧米讷于2022年1月1日时的人口数量为456人。